# Anatolij Wajser
Anatolij Wajser, ros. Анатолий Вольфович Вайсер (ur. 5 marca 1949 w Ałmaty) – francuski szachista pochodzenia kazachskiego, arcymistrz od 1985 roku.

## Kariera szachowa
Pierwsze sukcesy na arenie międzynarodowej zaczął odnosić na początku lat 80. W roku 1982 podzielił II miejsce (za Symbatem Lyputianem, wraz z Thomasem Casperem) w Berlinie, w 1983 był drugi w Trnawie (za Lubomirem Ftaćnikiem) oraz zwyciężył (wraz z Jewgienijem Swiesznikowem) w Soczi.
W kolejnych latach odniósł wiele turniejowych sukcesów, m.in. w:
- Hawanie (1985, turniej B memoriału Jose Raula Capablanki, dz. I m. wraz z Carlosem Garcią Palermo),
- Bayamo (1985, II m. za Jewgienijem Pigusowem),
- Cappelle-la-Grande (1987, dz. I m. wraz z Anthony Kostenem i Jonny Hectorem),
- New Delhi (1987, dz. II m. za Istvanem Csomem, wraz z Viswanathanem Anandem),
- Ptuju (1989, dz. II m. za Zdenko Kożulem, wraz z Michałem Krasenkowem),
- Budapeszcie (1989, II m. za Władimirem Małaniukiem),
- Cappelle-la-Grande (1991, dz. I m. wraz z Matthew Sadlerem),
- Hyeres (1992, I m.),
- Mesie (1992, I m.),
- Brukseli (1993, turniej strefowy, III m. za Paulem van der Sterrenem i Loekiem van Welym),
- Las Palmas (1996, dz. II m. za Borisem Gulko, wraz z Anthony Milesem, Olegiem Romaniszynem i Draganem Barlovem),
- Atenach (1997, mistrzostwa Europy w szachach szybkich, II m. za Ulfem Anderssonem).

W 2010 r. zdobył w Arco tytuł mistrza świata seniorów (zawodników pow. 60. roku życia), natomiast w 2012 r. zdobył w zawodach tego cyklu medal srebrny. W 2013 r. w Opatii zdobył drugi w karierze tytuł mistrza świata seniorów, natomiast w 2014 r. w Katerini – trzeci (w kategorii pow. 65 lat).
Wielokrotnie brał udział w finałach indywidualnych mistrzostw kraju, w roku 1997 w Narbonne zdobywając tytuł mistrza Francji. W swoim dorobku posiada również dwa medale srebrne (1996, 2001) oraz jeden brązowy (1998).
Reprezentował Francję w turniejach drużynowych, m.in.: dwukrotnie na olimpiadach szachowych (w latach 1998, 2002) oraz  na drużynowych mistrzostwach Europy (w roku 1997).
Najwyższy ranking w swojej karierze osiągnął 1 stycznia 1998 r., z wynikiem 2595 punktów dzielił wówczas 79-89. miejsce na liście światowej FIDE, jednocześnie zajmując 3. miejsce (za Joelem Lautierem i Josifem Dorfmanem) wśród francuskich szachistów.